# Krakowiec-Górki Zachodnie

Lage des Stadtbezirks Krakowiec-Górki Zachodnie in Danzig

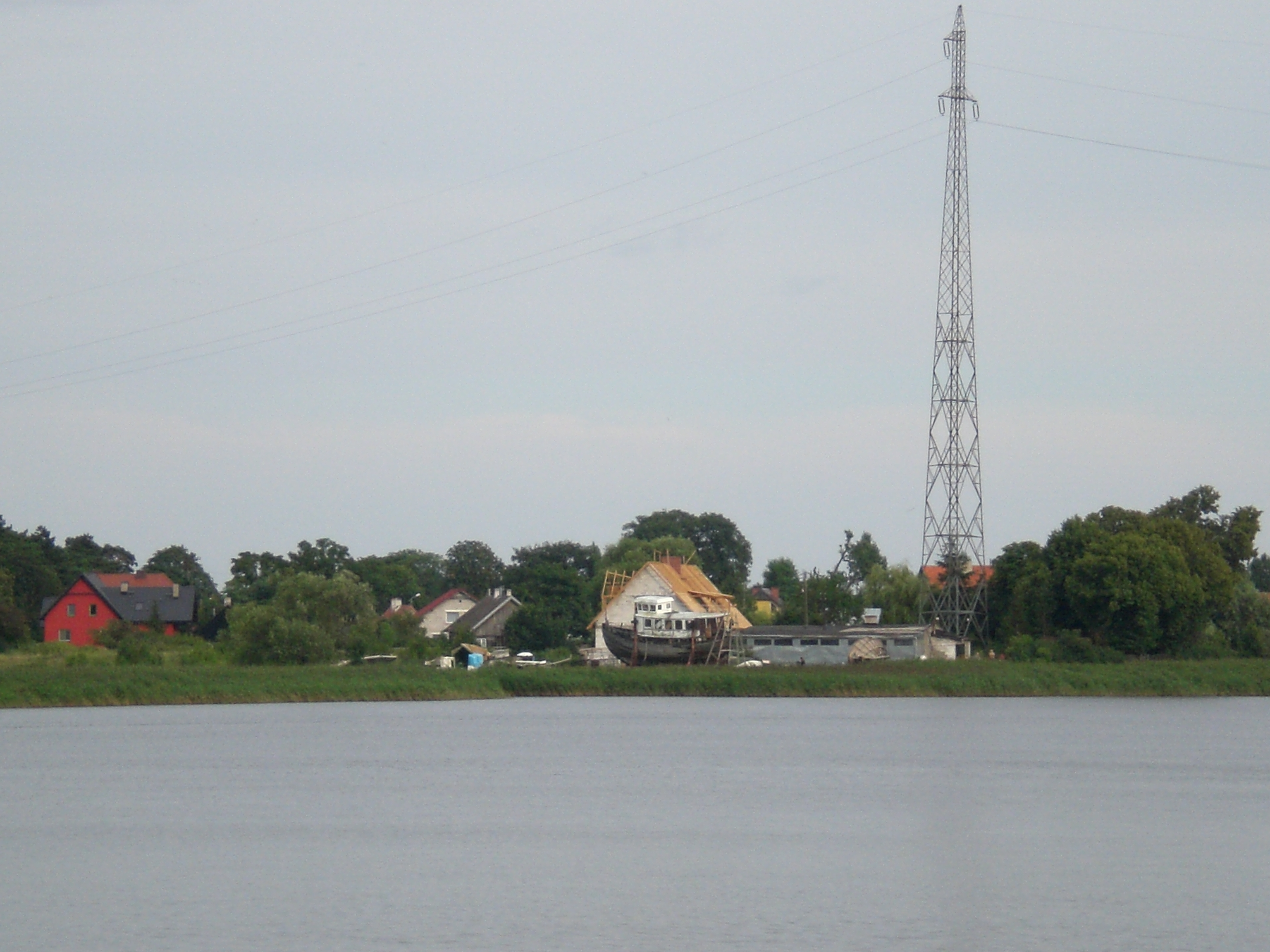
Westlich Neufähr

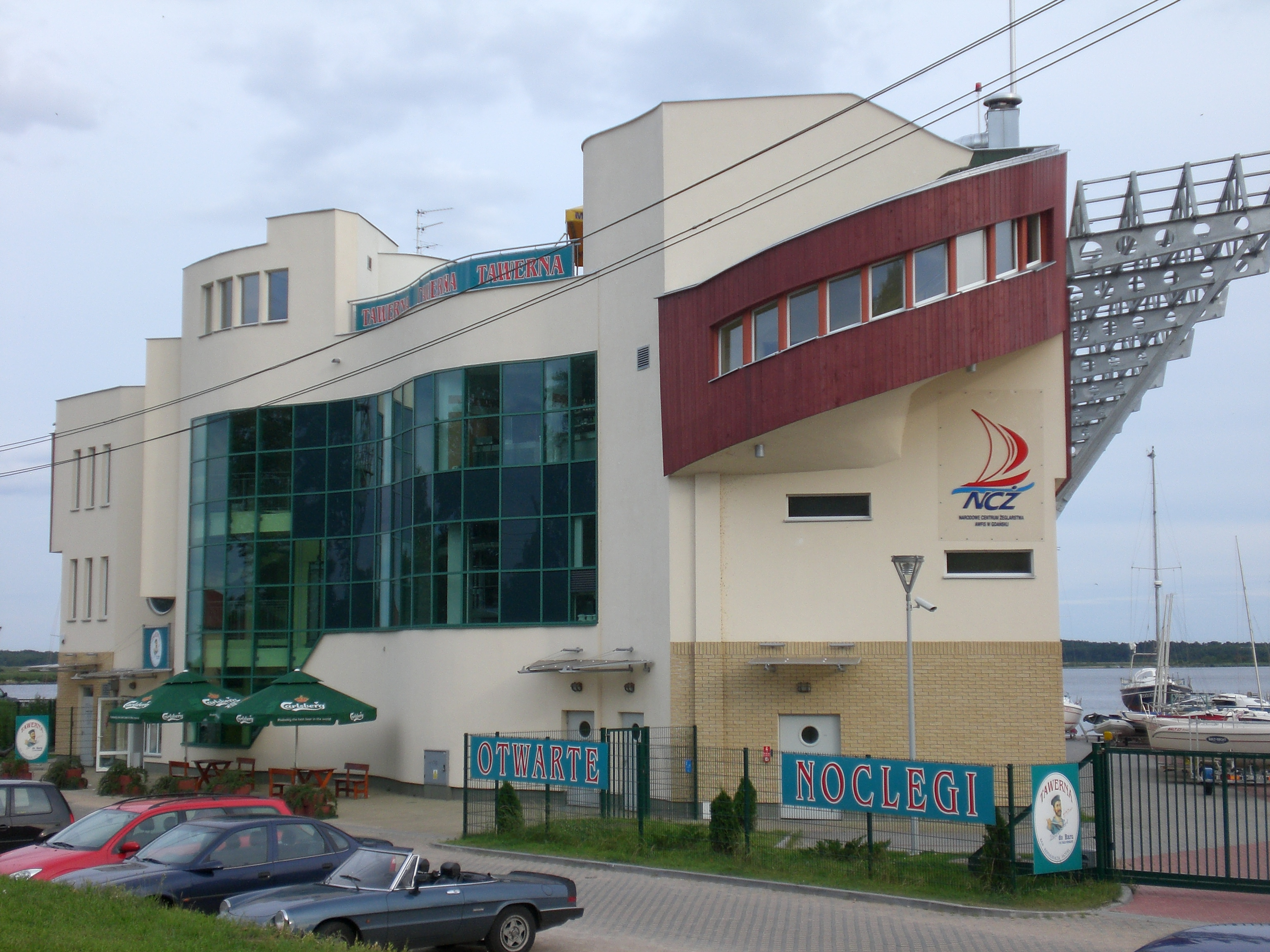
Teil des Segelzentrums

Krakowiec-Górki Zachodnie (deutsch Krakau und Westlich Neufähr, kaschubisch Krakówc ë Zôpadné Górczi) ist ein Stadtbezirk von Gdańsk (Danzig) in Polen, dieser umfasst eine Fläche von 8,4 km² und zählt 1994 Einwohner mit einer Bevölkerungsdichte von 238 Einwohnern/km². Das Gebiet kam 1914 administrativ zur Stadt Danzig.

## Geographie
Der Bezirk liegt im Osten der Stadt und nimmt den östlichen Teil der Wyspa Portowa (Hafeninsel) ein. Nordgrenze ist die Ostsee, Ostgrenze die Wisłą Śmiałą (Kühne Weichsel) und Südgrenze die Martwą Wisłą (Tote Weichsel). Im Bezirk liegt der vier Hektar große Jezioro Bursztynowe („Bernsteinsee“).
Krakowiec-Górki Zachodnie grenzt direkt an Stogi und getrennt durch die Kühne und die Tote Weichsel an die Bezirke Wyspa Sobieszewska auf der gleichnamigen Insel und Rudniki.

### Gliederung
- Górki Zachodnie (Westlich Neufähr)
- Krakowiec (Krakau)
- Las Miejski (Stadtwald)

## Geschichte
Die Przerabka und das Ufer der heutigen Insel waren früher ein wichtiger Stapelplatz, an dem vor allem die großen Holzflösse aufgelöst wurden. In Krakau und auf der Krakauer Kämpe, einer nicht mehr bestehenden Insel, befanden sich zahlreiche Sägewerke und Holzhandelsbetriebe.
Die Ostgrenze des Bezirks entstand zwischen den Jahren 1840 nach einem Hochwasser, bei dem die Weichsel die Dünen der Nehrung bei Neufähr durchbrach. Krakau hatte 1910 536 Einwohner und Westlich Neufähr 1905 deren 727.

## Wirtschaft
- Ausgedehntes Öllager der Raffinerie der Grupa LOTOS bei Krakowiec
- Yachthafen mit dem Nationalen Segelzentrum und dem Akademicki Klub Morski
- Stocznia Wisła, Werft
- Stocznia jachtowa "Jabo", Werft.

## Verkehr
Die beiden Orte haben Anschluss an den städtischen Busverkehr. Der Yachthafen wird in den Sommermonaten von der Danziger „Wasserstraßenbahn“ angesteuert.